# Sakura taisen 3 - Pari wa moeteiru ka
Sakura taisen 3 - Pari wa moeteiru ka (サクラ大戦3 〜巴里は燃えているか〜?) è un videogioco originariamente distribuito per Sega Dreamcast nel 2001 sviluppato dal Overworks e pubblicato dalla SEGA e licenziato dalla Red Company. Questo titolo è il terzo capitolo della serie di Sakura Wars.
Il sottotitolo Pari wa moeteiru ka (traducibile come "Parigi sta bruciando?") è una citazione di una famosa domanda di Adolf Hitler, rivolta al generale Dietrich von Choltitz, in riferimento ai progressi fatti dall'esercito tedesco.
Il gioco è stato in seguito convertito per Microsoft Windows e PlayStation 2.
In seguito questo videogioco è stato inserito nelle raccolte Sakura taisen complete box e Sakura taisen premium edition.